# 8 Mile
8 Mile är en amerikansk film från 2002 med Eminem i huvudrollen som den unge rapparen Jimmy "B-Rabbit" Smith Jr.

## Handling
Filmen utspelar sig i Detroit, år 1995, och dess titel anspelar på vägen 8 Mile Road som delar upp staden i en svart och en vit del. Jimmy, eller "B-Rabbit" som han kallas när han rappar, är en vit ung kille med dåligt självförtroende som bor fattigt på den vita sidan av 8 Mile Road tillsammans med sin mor Stephanie (alkoholiserad) och sin lillasyster Lily. Det är ett svårt liv, Jimmys mor har träffat en man vid namn Greg och Jimmy och Greg bråkade en hel del, tills den dagen Greg dumpar Jimmys mamma.
Jimmy arbetar på en fabrik och drömmer om att nå framgång som rappare. Han och hans vänner, Future, Cheddar Bob, DJ Iz med flera för en ojämn kamp mot ett konkurrerande gäng, som kallas "Free World". Jimmy har talang och uppmuntras av sina vänner, och vinner över free world när han ställt upp i en "battle", en form av rapptävling.

## Om filmen
Filmen är inte självbiografisk, men den kan däremot relateras till det liv Eminem levde. 
Eminem har själv skrivit musiken till filmen, och med låten "Lose Yourself" blev han belönad med en Oscar. Musiken gavs ut som 8 Mile Soundtrack.

## Rollista (i urval)
- Eminem – Jimmy "B-Rabbit" Smith, Jr.
- Kim Basinger – Stephanie Smith
- Mekhi Phifer – David "Future" Porter
- Brittany Murphy – Alex
- Taryn Manning – Janeane
- Evan Jones – Cheddar Bob
- Omar Benson Miller – Sol George
- Xzibit – Male Lunch Truck Rapper
- Chloe Greenfield – Lily
- Michael Shannon – Greg Buehl
- Anthony Mackie – Papa Doc